# Badnjak

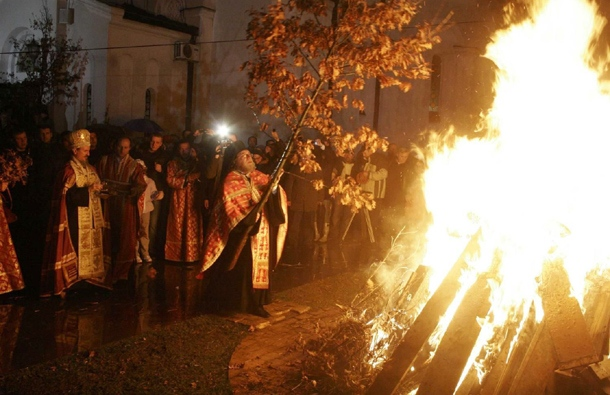
Un sacerdote ortodoxo serbio coloca el badnjak en el fuego durante una celebración de Nochebuena en el Templo de San Sava en Belgrado.

El badnjak (cirílico serbio: бадњак, pronunciación serbia: [bǎdɲaːk]), también llamado veseljak (весељак, [ʋɛˈsɛ̌ʎaːk], literalmente «el que trae alegría» en serbio), es una rama de árbol o un árbol entero que es motivo central en las celebraciones navideñas serbias. Se coloca en un fuego en Nochebuena, y sus ramas son traídas más tarde a casa por los fieles. El árbol del que se corta el badnjak, preferiblemente un  roble austriaco joven, recto y sin daños, se tala ceremoniosamente temprano en la mañana de Nochebuena. La tala, la preparación, la introducción y la puesta en el fuego, están rodeadas de elaborados rituales, con muchas variaciones regionales. La quema del tronco va acompañada de oraciones para que el año entrante traiga comida, felicidad, amor, suerte y riquezas. El leño se quema durante el día de Navidad, cuando el primer visitante lo golpea con un atizador o una rama para hacer volar chispas, mientras desea que la felicidad y la prosperidad de la familia sean tan abundantes como las chispas. Como la mayoría de los serbios de hoy en día viven en pueblos y ciudades, el badnjak suele representarse simbólicamente con un racimo de ramas de roble con hojas marrones adheridas, con el que se decora la casa en Nochebuena.
Desde principios del siglo XX, la tradición serbia del badnjak también se ha celebrado más públicamente. Antes de la Primera Guerra Mundial, los soldados del Reino de Serbia desarrollaron la costumbre de poner un badnjak en el fuego de sus cuarteles. En el siguiente Reino de Yugoslavia, la ceremonia militar de badnjak se elaboró más y se estandarizó en los reglamentos del servicio militar, pero la tradición terminó con el estallido de la Segunda Guerra Mundial. Desde principios de los años 1990, la Iglesia Ortodoxa Serbia, junto con las comunidades locales, ha organizado celebraciones públicas en Nochebuena en las que el badnjak desempeña un papel central. Los feligreses cortan festivamente el árbol para usarlo como badnjak y lo llevan a su iglesia, donde es consagrado por un sacerdote antes de ser colocado ceremonialmente en un foso de fuego en el patio de la iglesia.
El encendido festivo del badnjak conmemora el fuego que —según la tradición popular serbia— los pastores de Belén construyeron en la cueva donde nació Jesús, para calentar al Niño Jesús y a su madre durante la noche. También puede verse como un símbolo de la cruz en la que Cristo fue crucificado, el calor de su fuego simboliza la salvación que, en la creencia cristiana, la crucifixión de Jesús hizo posible para la humanidad. Los eruditos consideran la tradición como heredada de la antigua religión eslava. Ellos interpretan el badnjak como una encarnación del espíritu de la vegetación, y como una divinidad que muere quemándose para renacer, a quien se le ofrecen sacrificios y oraciones por la fertilidad de los campos, la salud y la felicidad de la familia. La quema simbolizaba el sol, asegurando el poder vitalizador del sol en el año siguiente. Otros pueblos eslavos meridionales tienen tradiciones similares, y la costumbre de que una familia traiga un tronco a la casa y lo queme en Nochebuena también se ha registrado en otras partes de Europa.

## Celebración familiar

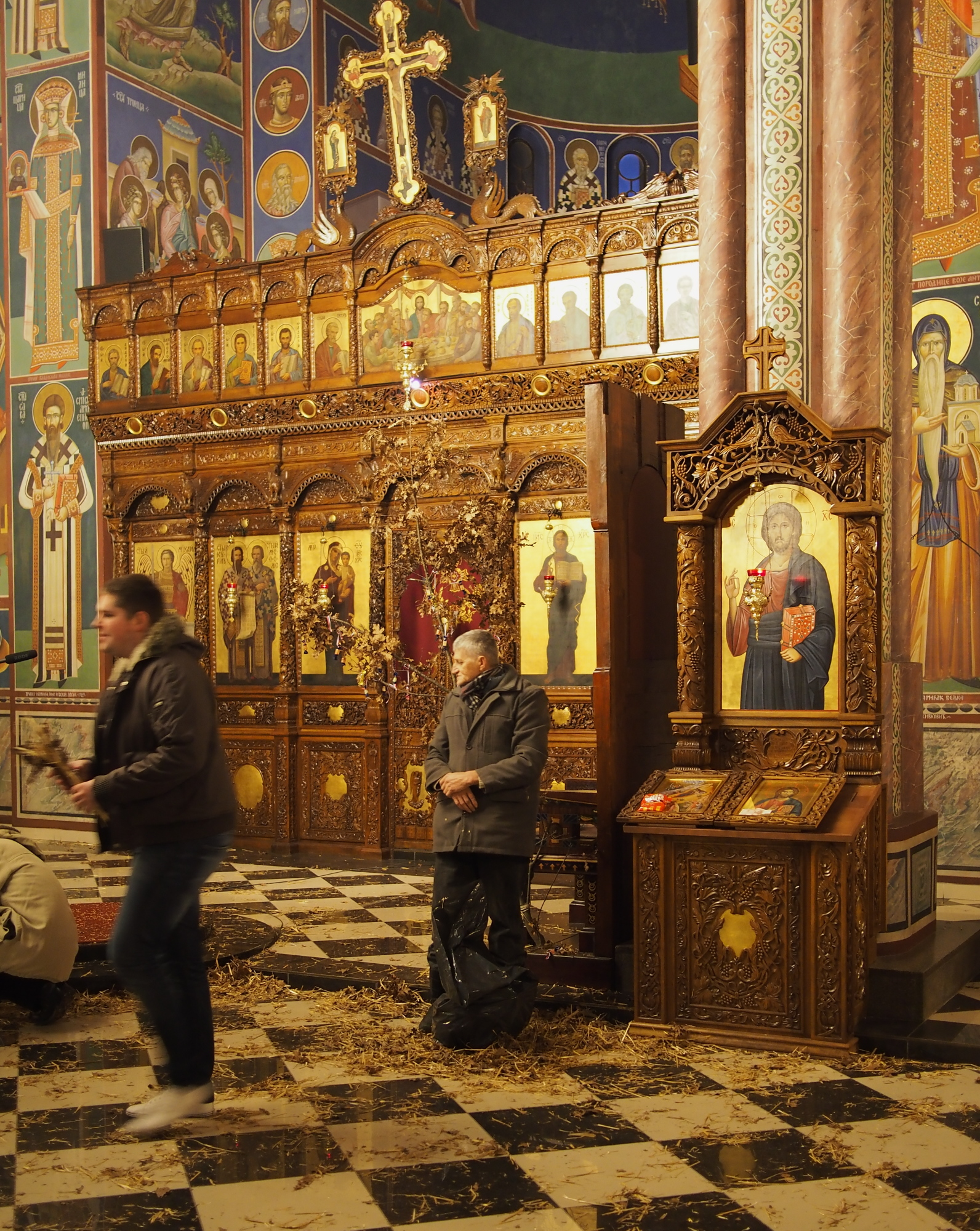
Recibir un badnjak en la iglesia.

### La tala y la preparación
Tradicionalmente, la ceremonia del badnjak comienza en la víspera de Navidad, pero hay muchas variaciones regionales en cuanto a los detalles. Por la mañana, temprano, el jefe de cada familia, usualmente acompañado por varios parientes varones, selecciona y derriba el árbol del cual se cortará un tronco para su hogar. El grupo anuncia su partida disparando pistolas o pequeños morteros de celebración llamados prangija.        El roble de Turquía es la especie de árbol más popular seleccionada en la mayoría de las regiones, pero también se eligen otros robles. En el este de Serbia se utilizan hayas, perales, membrillos, carpes y ciruelos, aunque también, con menor frecuencia que los robles. En algunas zonas del litoral  montenegrino donde no crecen robles, se utilizan en su lugar olivos, laureles, olmos o madroños. Se prefieren los ejemplares jóvenes, rectos y sin daños. El badnjak puede ser más valorado si se tala sigilosamente en el bosque de otra persona, en vez de en el propio.
Generalmente, cada hogar prepara un badnjak, aunque en algunas regiones se cortan más. Según la costumbre local, los serbios montenegrinos pueden cortar dos, tres, un número arbitrario mayor de dos, o el número igual a los miembros masculinos del hogar más uno. Esto último significa que cada uno de los varones tiene un tronco asociado a él, siendo el tronco más grueso el que representa al cabeza de familia y el más delgado el que está vinculado a la prosperidad de la familia. Si hay un único hombre en la casa, se preparan tres en vez de dos troncos. Los troncos pueden ser cortados de diferentes especies de árboles. En algunas partes de las bocas de Kotor, cada hogar prepara cuatro juegos, ya que allí se queman no solamente en Nochebuena, sino también en las vísperas del Año Nuevo, la Epifanía y la fiesta de san Sava de Serbia. En Grbalj, al suroeste de Kotor, el número de los troncos es igual al número de personas en el hogar. Se corta un  terebinto para el badnjak asociado a la mujer de la casa, llamado el badnjačica ([badˈɲatʃitsa]), que significa she-badnjak. El mismo término también se utiliza en otras zonas donde solamente se corta un par de troncos de roble, en cuyo caso badnjačica se refiere al más pequeño de los dos. En la región de Resava, el badnjačica se prepara a partir de un roble italiano, y el badnjak a partir de un roble turco. En Zagarač, Montenegro central, ambos troncos pueden ser cortados del mismo árbol si es lo suficientemente alto, el badnjačica viene entonces de la parte superior y más delgada del tronco. El par está en algunas regiones unido por un tercer tronco llamado el badnjačić-el niño-badnjak. Aunque los árboles jóvenes y delgados se utilizan generalmente para el badnjak, en la región norteña de Dalmacia de Bukovica se preparan dos troncos relativamente gruesos con diámetros de 30 a 50 centímetros, más un tronco más delgado (llamado trinidad). En otras áreas se recogen ramas secas de roble del suelo, y se utilizan en lugar de un tronco.
Cuando el cabeza de familia encuentra un árbol adecuado, se pone de pie frente a él mirando hacia el este. Después de arrojar grano de cereal al árbol, lo saluda con las palabras «Buenos días y feliz Nochebuena para ti», hace la señal de la cruz, dice una oración y besa el árbol. También puede explicar al badnjak por qué será cortado: «He venido a ti para llevarte a mi casa, para ser mi fiel ayudante en cada progreso y mejora, en la casa, en el corral, en el campo y en cada lugar». Luego lo corta oblicuamente por su lado oriental, con un hacha. Algunos hombres se ponen guantes antes de empezar a cortar el árbol, y desde entonces nunca tocan el badnjak con las manos desnudas. El árbol debe caer hacia el este, sin que lo impidan los árboles que lo rodean. No debe dejarse a medio cortar, ya que entonces maldecirá la casa del hombre. En algunas regiones, si el árbol no es cortado después del tercer golpe del hacha, entonces debe ser tirado y retorcido hasta que su tronco se rompa. El badnjak resultante tiene la llamada «barba», la parte del tronco en la que se rompió desde la base del árbol. En el distrito de Šumadija, la mitad de una barra de pan circular se deja en el tocón, la otra mitad se come en el camino de vuelta a casa. En Zagarač, el tocón se cubre de musgo u hojas secas, y se visitará de nuevo en primavera: el tocón que brota a través de la cubierta es un presagio de buena suerte y prosperidad.
La primera astilla del árbol se lleva a casa y se coloca donde se desea especialmente la prosperidad, como al lado de las colmenas, en el gallinero, o entre las cuencas de leche en la sala de lácteos, con la esperanza de que el kaymak del año que viene se coagule para formar gruesas capas en las cuencas. También se puede colocar debajo de alguna levadura de panadería, para que la prosperidad del hogar crezca como la levadura. En Semberija, se pone un trozo de la astilla en la masa para la česnica, una barra redonda de pan preparada especialmente para la cena de Navidad. Esto se hace «por las abejas», como se denomina tradicionalmente.
Se quita la copa del árbol talado, dejando el badnjak de tal longitud que permite llevarlo al hombro de un hombre, hasta unos 2,5 metros de largo. Sus ramas pueden ser cortadas o no, dependiendo de la costumbre local. Una vez en la casa, cada badnjak se apoya verticalmente contra la casa junto a la puerta de entrada. En el litoral montenegrino, cada uno debe ser adornado con ramitas de laurel, olivo, enebro y romero, que se atan en la partes superior, media y base del tronco con hilos de hiedra, seda roja o lana. En partes del este de Serbia y Kosovo el badnjak se envuelve en una camisa de hombre.
En la región Rađevina de Serbia occidental, centrada en torno a la ciudad de Krupanj, el badnjak preparado para cada hogar se corta en tres troncos, el más importante de los cuales es el dozemak, el tronco que proviene de la parte que creció más cerca del suelo. En Resava, Levač, Temnić, y Jadar de Serbia, así como en Ozren y Romanija de Bosnia, el badnjak se corta en tres troncos asociados respectivamente con los hombres, las mujeres y los niños.

## Transporte y quema
Por la noche, un hombre de la familia transporta su badnjak a la casa. Si hay más de un badnjak, el más grueso de ellos es considerado el principal, y es traído primero. Al cruzar el umbral, con el pie derecho primero, el hombre saluda a su familia reunida con las palabras «Buenas noches y feliz Nochebuena». La mujer de la casa lo saluda diciendo «Que Dios te dé bienestar y que tengas buena suerte», o «Buena suerte para ti, y junto contigo por muchos años más», o algo similar, antes de arrojar grano al hombre y al badnjak que lleva. En el clan de Kuči, la mujer toca la «barba» del badnjak principal con una barra de pan entera. En Montenegro, dos mujeres con velas encendidas se paran a cada lado de la puerta de la casa mientras el badnjak es llevado.
Al entrar en la casa, el hombre se acerca a la chimenea, llamada ognjište ( [ˈɔɡɲiːʃtɛ] ): la chimenea de un ognjište es similar a una fogata, ya que no tiene un marco vertical. Pone el badnjak en el fuego y lo mueve un poco hacia adelante, para convocar la prosperidad de la casa. Otros hombres traen otros leños y los colocan en el fuego paralelo o perpendicular al primero. En una familia con la tradición de quemar badnjak y badnjačica, se colocan uno sobre el otro; los machos luego besan al primero y las hembras al segundo. En Bukovica, los dos troncos más gruesos se colocan uno al lado del otro, y el más delgado (trinidad) se coloca en paralelo en la parte superior. En la Herzegovina del siglo XIX, las familias con casas grandes cargaban sus troncos en tres o cuatro pares de bueyes, que luego eran conducidos a la casa. Los troncos eran descargados y puestos al fuego, y los bueyes se sacaban por la puerta trasera.
Inmediatamente después de que el badnjak ha sido traído, o inmediatamente antes en algunos lugares, un brazo de paja se extiende sobre el suelo. La paja es usualmente traída con los mismos saludos y lanzamientos de grano que el badnjak. La persona que la extiende puede imitar a una gallina cacareando para llamar a sus polluelos, "Kvo, kvo, kvo", y los hijos de la familia imitan a los polluelos, "Piju, piju, piju", mientras recogen la paja.  En Čečava, en el norte de Bosnia, los niños se acuestan en la paja, antes de cerrar los ojos y coger un tallo con los labios: el niño que haya cogido el tallo más largo será supuestamente el más afortunado al año siguiente. En las Bocas de Kotor, la ceremonia va acompañada de las palabras Kuda slama, tuda slava- «Donde hay paja, allí la celebración». Una costumbre común es esparcir un puñado de nueces sobre la paja. Se recogerá y se sacará de la casa en la mañana del segundo día después de Navidad. Parte de la paja puede ser apartada y utilizada en prácticas apotropaicas el año que viene.
El extremo más grueso del tronco, o sea, el que estaba más cerca de las raíces del árbol, puede tener un significado especial. En Montenegro se llama la cabeza del badnjak; el tronco principal se coloca en el fuego con su cabeza apuntando al este. En Serbia central, el badnjak se coloca con su extremo más grueso sobresaliendo del ognjište (chimenea). Los pastores de la casa se besan sobre él para asegurar una abundancia de corderos en el año siguiente. En Gruža está cubierto de miel que luego es lamida por los niños. En el lado del ognjište donde se encuentra el extremo más grueso, la familia puede colocar una reja de arado, una barra de pan redonda, un guante lleno de trigo, azúcar, o un tamiz que contiene grano, miel, pasteles, vino, sal, ciruelas pasas, nueces o manzanas. La superficie cortada del extremo más grueso en Čečava es besada por todos los miembros de la familia después de que el badnjak está puesto en el fuego.
El jefe de la casa toma una jarra de vino y vierte un poco en el badnjak; en algunas regiones, también se puede esparcir granos de trigo sobre los troncos. Luego propone un brindis: «Concede, oh Dios, que haya salud y alegría en este hogar, que nuestro grano y nuestras viñas rindan bien, que nazcan niños sanos para nosotros, que nuestra propiedad aumente en el campo, en el corral y en el granero», o «¡Salve, badnjak, veseljak! Te doy trigo y vino, y tú me das todo el bien y la paz!» o algo similar. El nombre veseljak, literalmente «jovial», se usa junto con badnjak en algunas zonas. El jefe bebe una copa de vino de la jarra, después de lo cual se pasa a otros miembros de la casa.] En el clan de Kuči, el vino se vierte en la «barba» del badnjak, y luego una niña se sienta un momento en el tronco, por el bienestar del ganado. Sigue la cena de Nochebuena, que tradicionalmente incluye un pan redondo de pan ácimo, frijoles, pescado, nueces, miel y vino tinto. El pan no se corta con un cuchillo, sino que se rompe con las manos.
No se debe saltar o pisar el badnjak, y se evita soplar sobre su fuego. No debe ser movido cuando esté a punto de quemarse, no sea que el tronco se rompa en el lugar más consumido por el fuego, que suele ser más fuerte en el centro de la chimenea; la separación del tronco debe ser resultado únicamente del fuego. Ninguno de los miembros de la familia debe dormirse antes de que el tronco se rompa, de lo contrario algunos de ellos pueden morir en el próximo año, sin previo aviso.
El momento en el que el badnjak se quema puede ser marcado, como el leño que es besado por el jefe de la casa, y el vino que se vierte sobre él acompañado de brindis. Se puede dar una recompensa al miembro de la familia que fue el primero en darse cuenta del evento, y en el pasado los hombres salían y disparaban sus armas en celebración. Hay un verbo especial preveseliti que se usa en lugar del común pregoreti para expresar «quemar» al referirse al badnjak, que tiene la misma raíz que el sustantivo veseljak. Una vez que el tronco se ha quemado, algunas familias dejan que el fuego se apague, mientras que en otras los hombres vigilan por turnos durante la noche para mantener el badnjak ardiendo.
Una vez que el badnjak se ha quemado, el extremo más grueso se saca a menudo del fuego y se utiliza según la costumbre local. Se puede llevar alrededor de las colmenas, extinguirlo y colocarlo entre las ramas de un ciruelo o manzano joven. Los hombres pueden hacer cruces con él y ponerlas bajo los aleros, en los campos, prados, viñedos y colmenares, para que el año que viene sea feliz y fructífero. También se puede reservar para la próxima Nochebuena, para ponerlo en el fuego inmediatamente antes del nuevo badnjak, como símbolo de continuidad. En Kosovo, una parte del badnjak se conserva y se vuelve a quemar el día de Año Nuevo y la Epifanía.
El badnjak arde hasta el día de Navidad, ya sea reavivado o mantenido ardiendo desde la víspera. La primera visita que la familia recibe ese día se considera importante. La familia puede elegir a alguien, normalmente un joven varón, para que sea su primer visitante, conocido como polaznik, antes de la llegada del cual no se permite a ningún extraño entrar en la casa. Temprano en la mañana del día de Navidad entra en la casa, con el pie derecho primero, y saluda a la familia con «Cristo ha nacido», a lo que ellos responden «Verdaderamente ha nacido». El polaznik se acerca entonces a la chimenea y golpea repetidamente el tronco ardiente con un atizador o una rama para hacer saltar las chispas. Al mismo tiempo expresa el deseo de que la felicidad y la prosperidad de la casa sean tan abundantes como las chispas:
| Koliko varnica, toliko sreće u ovoj kući. Koliko varnica, toliko u domaćinskom džepu novaca. Koliko varnica, toliko u toru ovaca. Koliko varnica, toliko prasadi i jaganjaca. Koliko varnica, toliko gusaka i piladi, a najviše zdravlja i veselja. | Tantas chispas, tanta felicidad en esta casa. Tantas chispas, tanto dinero en el bolsillo de la casa. Tantas chispas, tantas ovejas en el redil. Tantas chispas, tantos lechones y corderos. Tantas chispas, tantos gansos y gallinas, y sobre todo, salud y alegría. |  |

Las palabras pueden ser diferentes, pero el significado es básicamente siempre el mismo: invocar felicidad y progreso. Luego, el joven deja el atizador y arroja una moneda al fuego.  A los participantes se les entrega un pastel de bizcocho redondo, al que se agrega un obsequio a elección de la familia. La costumbre de introducir animales domésticos en la casa como el joven polaznik persistió en algunos lugares hasta la primera mitad del siglo XX. En Radevina, el cabeza de familia traía una oveja, la colocaba entre la chimenea y él mismo, golpeaba una rama sobre la oveja en la víspera de Navidad, pidiendo felicidad y progreso, y luego decía: «Pasamos un fuego, no tenemos miedo del otro». Entonces él y su esposa se besaban por encima de las ovejas, después de decir: «Como me besaron a mí, así las ovejas besen a los corderos».
Las brasas del badnjak pueden ser usadas para adivinar en Jadar. El número de éstas, igual a la suma de los tipos de grano y ganado cultivados por la familia, se sacan del hogar y se colocan en la česnica. Cada uno de los tipos se asocia con su propia brasa en ese pan. El tipo cuya brasa mantiene su brillo más tiempo que los otros debe ser el más productivo en el año próximo. El tronco que se enciende por sí mismo presagia una rica cosecha de miel. Las brasas enfriadas del badnjak pueden colocarse entre las ramas de los árboles frutales; a los árboles jóvenes pueden estar provistos también de ramitas del badnjak. Sus cenizas pueden esparcirse por los campos y mezclarse con el forraje. Parte de la ceniza puede reservarse para tomarla con agua como remedio para el dolor de cabeza. También hay otras numerosas prácticas regionales relacionadas con el badnjak.

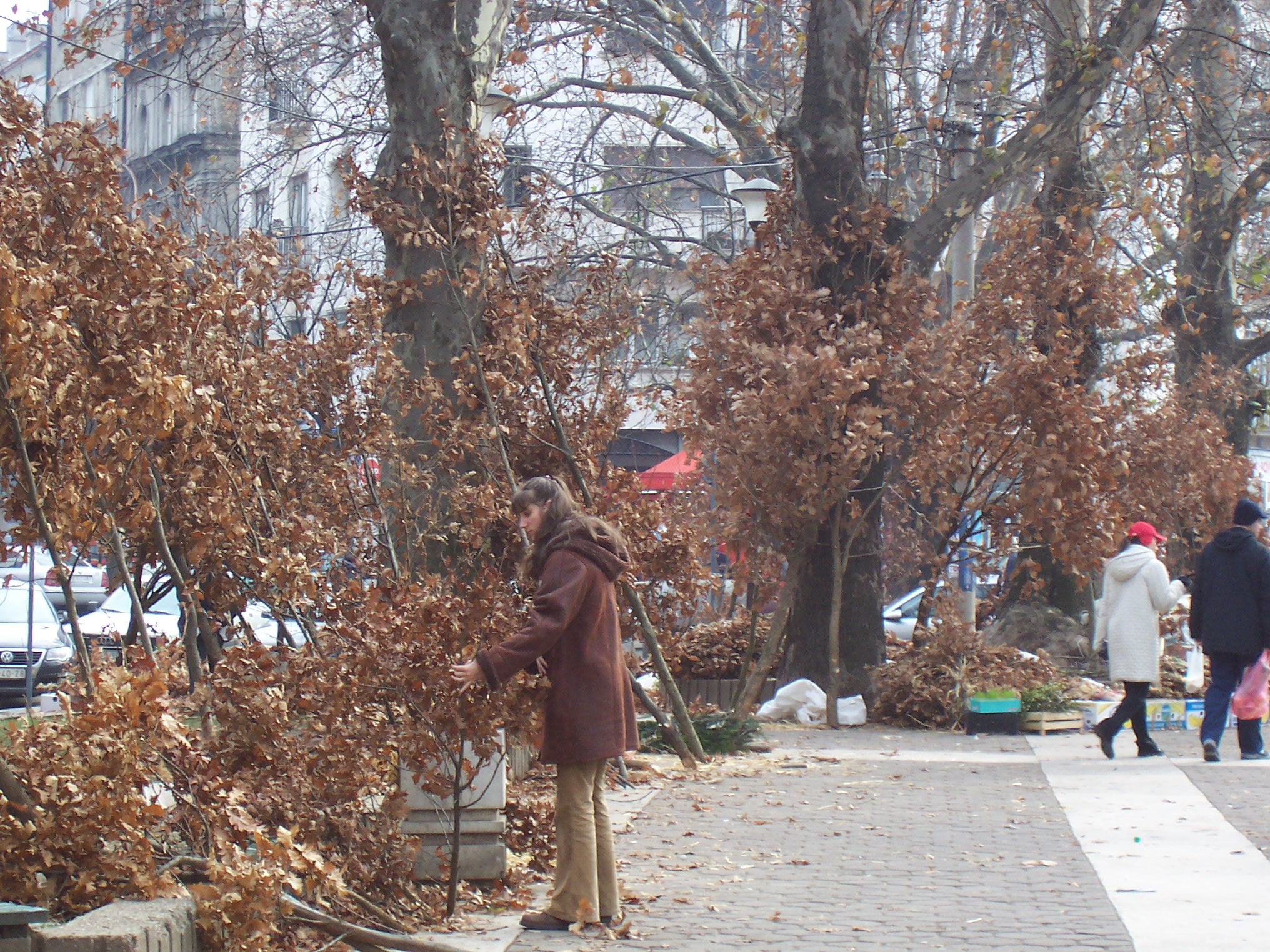
Badnjaks a la venta en el mercado Kalenić,
Belgrado.

Estas antiguas tradiciones tienen versiones modernas y reducidas. Las casas modernas no suelen tener un ognjište (chimena-hogar) sobre el que quemar un badnjak, pero puede ser representado simbólicamente por varias ramas de roble, algunas de las cuales se queman en una estufa de cocina de leña y las otras se colocan a su lado. Algunas personas cortan el badnjak en troncos más cortos para poder ponerlos en la chimenea y quemarlos. La costumbre más extendida, sin embargo, es colocar un racimo de ramitas de roble, con sus hojas marrones todavía adheridas, en cualquier lugar de la casa que la familia considere apropiado. Este racimo también se llama badnjak, y se suele guardar en la casa hasta la próxima Nochebuena. Para la conveniencia de aquellos que viven en pueblos y ciudades, estos pequeños badnjaks pueden ser comprados en mercados o distribuidos en iglesias. En un arreglo común, el racimo de ramas de roble es atado con ramitas de corno europeo, y varios tallos de paja.
La colocación de un badnjak en el fuego se consideraba lo menos que una familia serbia podía hacer para mostrar su devoción a la tradición serbia. En el poema épico de Petrović-Njegoš Gorski Vijenac (La corona de las montañas), cuya trama tiene lugar en el siglo XVIII en Montenegro, cuando Voivode Batrić insta a los conversos al Islam a volver al cristianismo y al serbio: «[...] Pongan el leño de Navidad serbio [badnjak] en el fuego, pinten los huevos de Pascua de varios colores, observen con cuidado la Cuaresma y los ayunos navideños. En cuanto al resto, ¡haz lo que tu corazón desee!». Petrović-Njegoš describe la atmósfera navideña que rodea al badnjak ardiente en Nochebuena a través de las palabras del abad Stefan, uno de los principales personajes de La Corona de las montañas:
| Vatra plama bolje nego igda, prostrta je slama ispred ognja, prekršćeni na ognju badnjaci; puške puču, vrte se peciva, gusle gude, a kola pjevaju, s unučađu đedovi igraju, po tri pasa vrte se u kola, sve bi reka jednogodišnici; sve radošću divnom naravnjeno. A što mi se najviše dopada, što svačemu treba nazdraviti! | El fuego arde más brillante que nunca la paja se extiende frente al fuego, los badnjaks se colocan en el fuego de forma transversal; los rifles crujen y los asados giran, el guzla toca y los bailarines cantan, los abuelos bailan con sus pequeños nietos, en el kolo (danza) se unen tres generaciones, parece que tienen casi la misma edad; todo está lleno de alegría y alegría. Pero lo que más me gusta de todo, ayúdame ¡Hay que brindar por todo! |  |

## Celebración pública
La ceremonia del badnjak, originalmente realizada solamente dentro de la familia, se convirtió en una celebración más pública. Una costumbre desarrollada antes de la Primera Guerra Mundial en el Reino de Serbia para poner el badnjak en un fuego construido en los cuarteles militares, para que los soldados estacionados allí durante la Navidad pudieran compartir el ambiente festivo. En el siguiente Reino de Yugoslavia, la ceremonia militar de badnjak fue estandarizada en las regulaciones del servicio militar. En Nochebuena, bajo el mando de un oficial especialmente designado, los representantes de las unidades militares de una guarnición formaban una procesión festiva a caballo, acompañada de música. Los miembros de las asociaciones de ciudadanos y otros civiles de la ciudad de la guarnición solían unirse a la procesión mientras ésta se dirigía al bosque más cercano para recoger el badnjak. Se talaba un número determinado de árboles, dedicados respectivamente al Palacio Real, al mando militar de la ciudad, a los respectivos mandos de las unidades de la guarnición, a su oficial más antiguo y a la casa de reunión de sus oficiales. La procesión también llevó los árboles al cuartel, en cuyo patio se hizo una hoguera. El comandante de la guarnición colocó entonces los árboles ceremoniosamente sobre el fuego, con una dirección apropiada.
Cada año se unieron a la procesión más instituciones estatales, empresas privadas, organizaciones y clubes, y el evento comenzó a tomar el carácter de un día festivo. Durante la década de 1930, la colocación de badnjak en el fuego se convirtió en un ritual de la corte. Se realizaba, en presencia de la  familia real, por representantes del ejército en la sala del Palacio Real. A finales de los años 1930, en algunas partes de Yugoslavia, especialmente en Voivodina y Montenegro, la ceremonia militar del badnjak no se realizaba en el patio de los cuarteles sino en una plaza de la ciudad de las guarniciones. Se construyó una hoguera en la que un sacerdote ortodoxo colocaba el badnjak en presencia de soldados y ciudadanos. Esta tradición, que simboliza la unidad del estado, la iglesia y el pueblo, terminó con el estallido de la Segunda Guerra Mundial.
El gobierno de la República Federativa Socialista de Yugoslavia suprimió o desalentó las celebraciones religiosas públicas hasta principios de los año 1990. Desde entonces, la Iglesia ortodoxa serbia, junto con las comunidades locales, ha organizado celebraciones públicas en Nochebuena. Hay típicamente tres elementos en tales celebraciones: la preparación, el ritual y la festividad. La preparación consiste en cortar el árbol de roble para usarlo como badnjak, llevarlo al patio de la iglesia y preparar bebida y comida para los feligreses reunidos. El ritual incluye las vísperas, la colocación de los badnjak en el fuego abierto construido en el patio de la iglesia, la bendición o consagración de los badnjak y un programa apropiado con cantos y recitales. En algunas parroquias, no hacen el fuego para quemar los badnjak en el patio de la iglesia, sino en otro lugar adecuado de su ciudad o pueblo. La fiesta consiste en reunirse alrededor del fuego y socializar. Sin embargo, cada celebración particular tiene sus propios rasgos específicos, que reflejan las tradiciones de la comunidad local.
La expedición para cortar el badnjak es la actividad básica en la parte de preparación de la celebración. Puede ser realizada por un individuo, pero suele ser un acto colectivo acompañado de una procesión festiva que puede incluir carruajes y jinetes. Después de cortar el árbol que se va a utilizar como badnjak, se adorna con paja, cintas, naranjas, manzanas y, a veces, con la bandera serbia. En algunas parroquias se utiliza más de un badnjak en la celebración, y se tala un árbol diferente para cada uno. A menudo se preparan ramos de ramas de roble frondosas para ser distribuidos a la congregación reunida en la iglesia. Cada badnjak es llevado festivamente a la puerta de la iglesia, a menudo transportado en carruajes. El badnjak puede ser llevado al patio de la iglesia sin ninguna ceremonia, o puede ser seguido por una procesión, como es el caso en partes de la República Srpska y las Bocas de Kotor.
El ritual es la parte central de la celebración. Las vísperas varían de un lugar a otro con respecto a la hora del comienzo del servicio, su duración y estructura. La colocación del badnjak en el fuego suele hacerse después del servicio religioso, y la realiza un sacerdote o un respetado feligrés. Antes de la quema, el árbol puede ser llevado en procesión alrededor de la iglesia. En el caso de más de un badnjak, los árboles se colocan en forma de cruz. Los devotos reunidos arrojan al fuego sus ramas, cada una de las cuales representa un pequeño badnjak. La consagración o bendición es realizada por un sacerdote: esparce granos de trigo sobre el badnjak, lo censa mientras canta el Troparion de la Natividad, y mientras entona las oraciones, vierte vino y esparce miel sobre él. En lugar de aplicar vino y miel, se puede rociar agua bendita en el árbol sumergiendo un manojo de albahaca en un cuenco con el agua bendita. Este rito se realiza generalmente después de la colocación en el fuego, aunque puede ocurrir antes, en cuyo caso la consagración puede realizarse en la propia iglesia o en su patio.
Después del ritual, el sacerdote da un breve sermón, seguido del coro de la iglesia cantando canciones navideñas; se pueden recitar poemas que alaben la Natividad de Jesús. En Montenegro, se cantan epopeyas serbias decasílabos con un acompañamiento interpretado en el guzla, un instrumento tradicional serbio de cuerda de arco. La celebración termina con los feligreses reunidos alrededor del fuego, servido con rakia cocida, vino o té, y la comida permitida durante el ayuno de la Natividad. Los feligreses pueden coger una ramita del badnjak y llevársela a casa para colocarla delante de su icono, o en otro lugar apropiado.
Aunque las celebraciones religiosas públicas serbias, al igual que las de otros pueblos, se desalentaron en la Yugoslavia socialista hasta principios de los años noventa, continuaron entre los serbo americanos. La ceremonia pública de badnjak se celebraba en las parroquias ortodoxas serbias de los Estados Unidos durante ese período, como lo es hoy en día.

## Interpretación

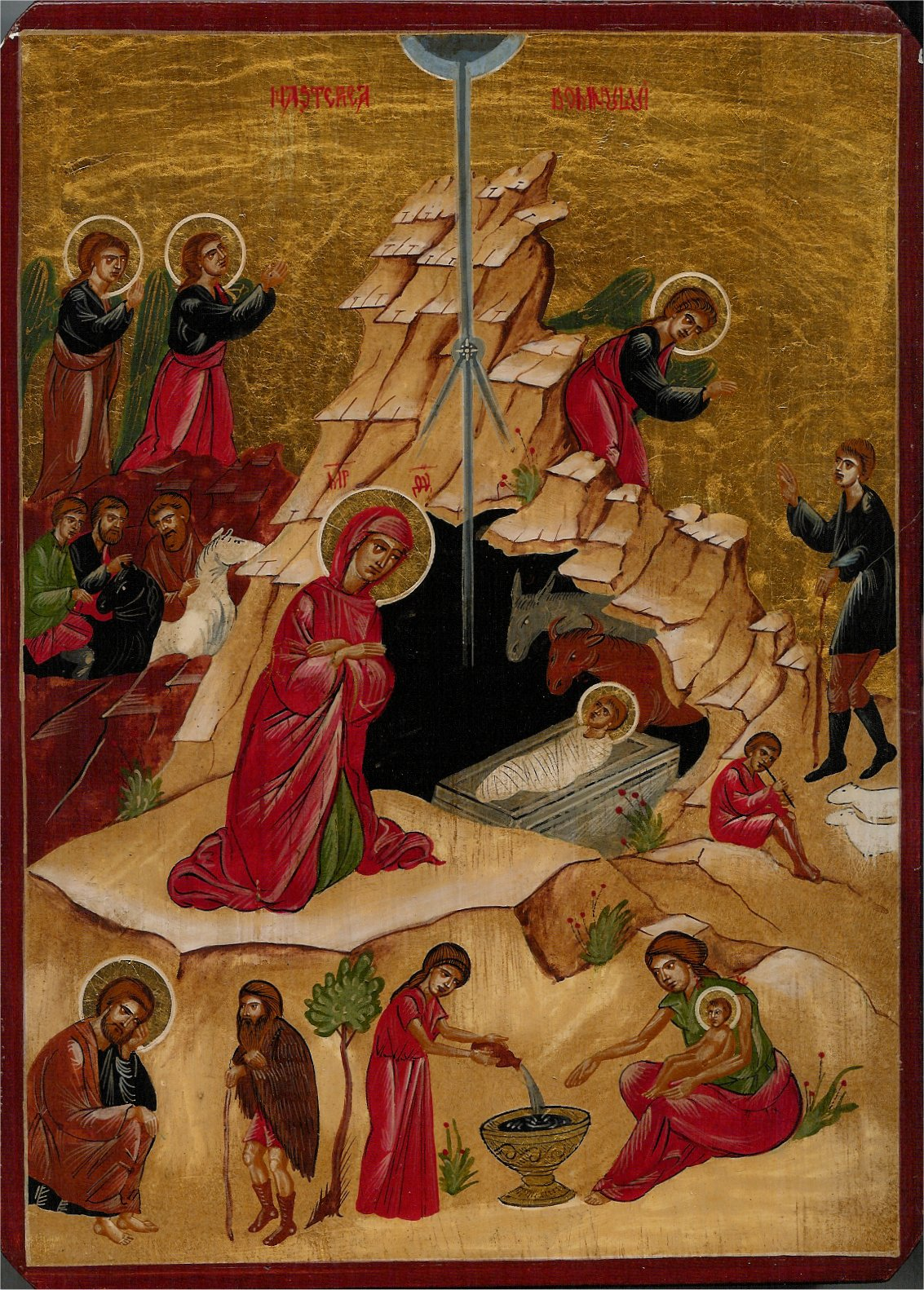
El Icono de la Natividad. La Theotokos y el Niño Jesús, que yace en el pesebre de la cueva, están en el centro. Dos pastores están a la derecha, uno de ellos sentado y tocando música para su rebaño.

El origen de los badnjak se explica por los eventos que rodean la Natividad de Jesús. Según el Evangelio de lucas 2:1-20, María Theotokos dio a luz a Cristo en Belén, lo envolvió en paños y lo acostó en un pesebre. Según la Santa Tradición, el pesebre se encontraba en una cueva cerca de esa ciudad. Un ángel del Señor se apareció a un grupo de pastores que velaban por su rebaño durante la noche en esa región, y les dijo que el Salvador había nacido en Belén. Fueron allí y encontraron al bebé en el pesebre, como el ángel les describió. Según la tradición popular, los pastores trajeron leña a la cueva y construyeron un fuego para calentar al recién nacido Cristo y a su madre durante la noche. La quema del badnjak conmemora este evento.
Mientras bendicen el badnjak, algunos sacerdotes cantan la siguiente oración: «Oh Señor Jesucristo, nuestro Dios, que plantó el Árbol de la Vida en el paraíso para que nos concediera la bendición eterna, bendice también ahora este árbol que es un símbolo de Tu cruz y del Árbol de la Vida en el paraíso, y que nos recuerda Tu santo nacimiento y los troncos que los pastores de Belén encendieron para calentarse cuando vinieron a adorarte a Ti, el divino niño, y así prefiguraron Tu cruz portadora de salvación».
Los eruditos consideran las costumbres badnjak como prácticas heredadas de la antigua religión eslava. En la religión precristiana de los serbios, como muestra el erudito serbio Veselin Čajkanović, había árboles considerados como moradas de espíritus o divinidades. Čajkanović argumenta que también había árboles vistos como divinidades per se. Considera el badnjak como un ejemplo convincente de esto último. Se le ofrecen saludos, oraciones y sacrificios como el grano, el vino y la miel —el nombre badnjak es de género masculino en serbio—; se le trata sistemáticamente no como un árbol sino como una persona.
El erudito y folclorista alemán Wilhelm Mannhardt sostiene que el tronco representaba una encarnación del espíritu de la vegetación. Los sacrificios que se ofrecían a los badnjak tenían por objeto garantizar la fertilidad de los campos, la salud y la felicidad de la familia. Su quema simbolizaba la luz del sol, y tenía por objeto asegurar el poder vitalizador del sol en el año siguiente. El encendido del tronco podía considerarse como una fusión del culto al árbol y el culto al fuego, atestiguado en las costumbres eslavas; por ejemplo, Los istrianos alimentaban los troncos iluminados el día de San Juan rociando trigo sobre ellos. Čajkanović caracteriza al precristiano badnjak como una divinidad que muere quemándose para renacer, comparándolo a este respecto con Atis, Osiris, Adonis y Sandan. También propone que las cruces hechas con el extremo más grueso del tronco pueden haber sido originadas por ídolos que representan deidades comparables con la Lares de la mitología romana, la cruciforme se ha desarrollado a partir de una forma  antropomórfica de los ídolos. El badnjak se corta preferentemente de un roble, que era el árbol más respetado en la antigua religión eslava, asociado con el dios supremo Perun.
El arqueólogo Arthur Evans fue huésped de una familia serbia de las tierras altas en la región de Krivošije, en el litoral montenegrino. Analizando las prácticas, llegó a la conclusión de que las costumbres badnjak estaban relacionadas con el culto a los ancestros. El encendido del leño en el ognjište podía verse como un solemne reavivamiento anual del fuego del hogar sagrado, considerado como el centro de la vida familiar y el asiento de los antepasados. La creencia de que los espíritus ancestrales habitan en el hogar doméstico fue atestiguada entre los eslavos y otros pueblos. El culto al fuego en la antigua religión eslava se transformó en su mayor parte en el culto al fuego doméstico, y así se unió al culto a los antepasados. Un rastro del sacrificio al fuego es la moneda que lanzan los polaznik después del ritual de hacer que las chispas salgan volando de los badnjak.
El fuego de la chimenea doméstica no se dio bajo ninguna circunstancia fuera de la casa en Nochebuena, ni siquiera a un vecino cuyo fuego se había apagado. La razón de esta prohibición, según Čajkanović, fue la creencia de que la Nochebuena es una época en la que los espíritus ancestrales, guardianes de la felicidad y la prosperidad de la familia, están especialmente activos en este mundo. La cena de Nochebuena es un festín preparado en su honor, y se unen a la familia en ella. Se reúnen en la paja extendida en el suelo, y en la chimenea. Estos espíritus podrían ser retirados de la familia si algún trozo de su fuego se lo llevara un extraño. En palabras de la gente, no se debe dar fuego para que la suerte no se aleje de la casa, o para mejores cosechas, o por culpa de las abejas. Refiriéndose a esta última explicación, Čajkanović argumenta que, en la antigua religión de los serbios, las abejas eran consideradas como insectos puros y sagrados, en los que podían habitar los espíritus ancestrales. La misma explicación, «para las abejas», se da también para la mencionada costumbre de poner un trozo de la primera astilla del badnjak en la masa para el česnica.
El filólogo ruso Vladimir Toporov ha propuesto que la tala del badnjak fue originalmente una recreación de la mítica lucha en la que Mladi Božić («joven dios») mató a su padre Stari Badnjak («viejo Badnjak»). Božić, la forma diminuta del sustantivo bog, que significa dios, es también el serbio para «Navidad». Los personajes de Stari Badnjak y Mladi Božić se encuentran en viejas canciones navideñas serbias, donde no se hace referencia explícita a ellos como padre e hijo, y no se menciona ninguna pelea entre ellos. Según Toporov, el primero personificaba el último día del Año Viejo, el clímax del poder del Caos, y el segundo personificaba el primer día del Año Nuevo, el comienzo del restablecimiento del Orden Cósmico. Considera que Stari Badnjak y Mladi Božić se originan respectivamente en el dragón y el asesino de dragones de la religión protoindoeuropea, Stari Badnjak estaría relacionado tanto con la serpiente védica Ahi Budhnya o Vritrá («el dragón de las profundidades») asesinada por Indra, como con el dragón griego Pitón asesinado por Apolo. Las palabras badnjak, budhnya y pitón provienen de la raíz protoindoeuropea *bhudh-, que denota fondo, fundamento, profundidades y nociones relacionadas.
Según el filólogo y mitógrafo ruso Boris Uspensky, Stari Badnjak y Mladi Božić tienen análogos en la tradición eslava oriental: el padre de Nikola y Nikola. El nombre Nikola es una referencia popular a san Nicolás de Bari, cuya fiesta cae diecinueve días antes de Navidad, el 6 de diciembre, celebrándose su «papá» el día anterior. En el folclore eslavo oriental se representa a Nikola como misericordioso y protector del pueblo, patrón de los animales y la agricultura, relacionado con la riqueza, la abundancia y la fertilidad. Uspensky argumenta que este santo tomó los atributos del dios serpentino Veles, cuyo culto era muy fuerte entre los eslavos orientales antes de la cristianización. Era el adversario del terrible dios del trueno Perun, que en este caso se refleja en el padre de Nikola.
La noción de una pelea entre Nikola y su «padre» está presente en varias leyendas. La conexión entre las parejas padre-hijo de Stari Badnjak-Mladi Božić y el padre de Nikola, está corroborada por el hecho de que, en muchas regiones eslavas orientales, las prácticas características de la Navidad se han trasladado a la fiesta de San Nicolás. Sin embargo, hay una inversión en la comparación entre estos dos pares. En la primera pareja, la primera proviene del mítico dragón, y la segunda del luchador contra el dragón, mientras que en la última pareja es al revés. Esta inversión explicada, por Uspensky, es el hecho de que en algunas zonas el padre de Nikola se celebra el día después de la fiesta de su hijo, en lugar de la víspera de la misma. De esta manera, el «dragón» (Nikola) se antepone al «luchador contra el dragón» (el padre de Nikola), como es el caso de Stari Badnjak y Mladi Božić.
El etnólogo serbio Petar Vlahović ha propuesto que el sustantivo badnjak y el adjetivo relacionado badnji (atributo «Nochebuena») se derivan de la raíz del verbo bdeti («estar despierto»), refiriéndose a la costumbre de mantenerse despierto hasta la noche anterior al día de Navidad. La misma etimología del adjetivo badnji también ha sido propuesta por Vuk Stefanović Karadžić, filólogo serbio del siglo XIX, sistematizador de la literatura oral y etnógrafo.

## Tradiciones similares en Europa

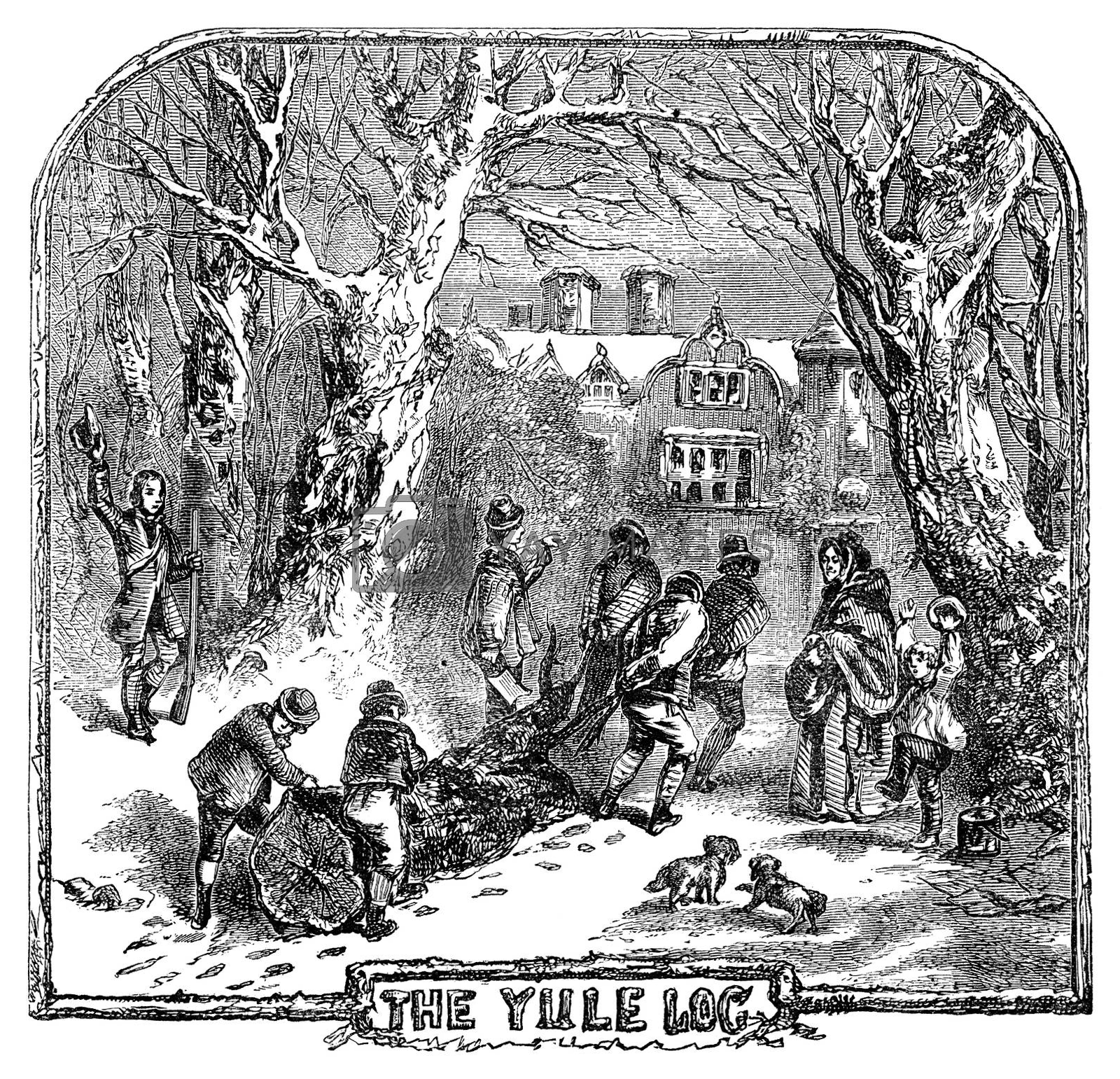
Una ilustración de personas que recogen un tronco de Navidad de la obra Chambers Book of Days.

La costumbre de que una familia traiga solemnemente un tronco a la casa y lo encienda en la chimenea en Nochebuena se ha registrado en varias partes de Europa. En Inglaterra, un tronco de Navidad solía encenderse festivamente en la chimenea doméstica para «que la dulce suerte pueda venir mientras el tronco se consume», como lo describió el poeta del siglo XVII Robert Herrick. En Francia, el tronco tenía diferentes nombres regionales: chalendal, calignaou, tréfoir y tréfouet. En Provenza, tenía que ser cortado de un árbol frutal; lo traía toda la familia mientras cantaban un villancico pidiendo la bendición de la casa, para que las mujeres pudieran tener hijos, las cabras y las ovejas corderos, y para que su grano y su vino abundaran. Antes de que el leño se pusiera en el fuego, el niño más pequeño de la familia vertía vino en él. Los leños se colocaban devotamente en el fuego doméstico en Nochebuena en varias partes de Italia; en la Toscana, la Navidad se llama Festa di Ceppo, literalmente «fiesta del leño». En el Val di Chiana, a los niños de la familia se les vendaban los ojos y se les ordenaba que golpearan el tronco ardiente con unas pinzas. También se pueden encontrar rastros de costumbres de troncos de Navidad en Alemania y Escandinavia. En Turingia la familia colocaba un Christklotz («leño de Cristo») en el fuego antes de irse a dormir, para que ardiera toda la noche.

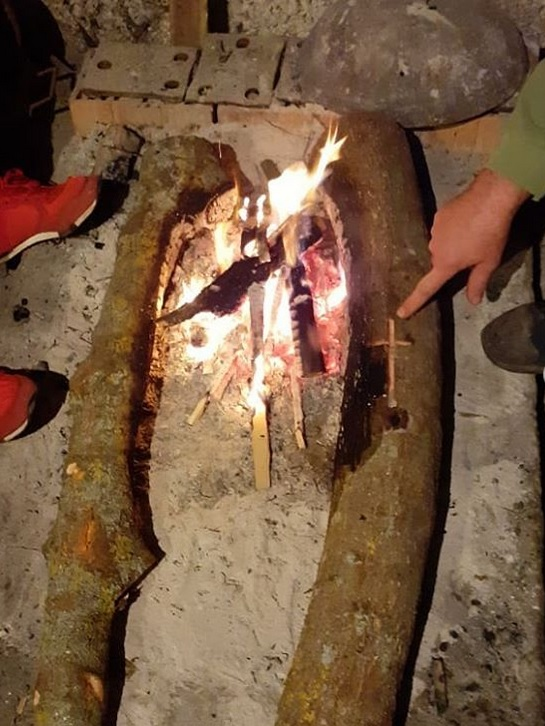
Dos troncos badnjak, uno con una cruz tallada, encendidos por Nochebuena en Trogir.

En la tradición croata, dos tipos de objetos diferentes se denominan badnjak. El primer tipo incluye ramas de hojas cortadas de robles o avellanos de Turquía, de hasta 2 metros de largo con la mayor cantidad posible de amentos. Tal rama solía ser colocada en la mañana de Nochebuena sobre la puerta de la casa, bajo los aleros o en el techo, y tenía un papel estético. El otro tipo incluye troncos cortados generalmente de roble. Por la noche la familia solía llevar ritualmente tres de estos troncos a la casa y quemarlos en la chimenea. Estas prácticas ya no se realizan, pero en algunos lugares se utiliza una forma modificada de badnjak: se talla una cruz en la corteza de los trozos de leña que se queman en los fogones de las cocinas en la víspera de Navidad. En Bulgaria, el hombre más joven de la familia va, en la víspera, a un bosque para cortar un roble, un olmo o un peral, que se utilizará como badnik (бъдник). Después de que el hombre lo lleva a la casa, se hace un agujero en un extremo del badnik y se llena con vino, aceite de cocina e incienso. El agujero se tapa, y ese extremo del tronco se envuelve con una tela de lino blanco antes de que el badnik se queme festivamente en el hogar.

En Grecia, un gran tronco se enciende en el hogar en la víspera de Navidad y se mantiene ardiendo durante los doce días de Navidad. Esto se hacía como protección contra los demonios llamados kallikantzaroi, que se creía que salían de sus guaridas por la noche durante ese período para atacar a la gente y dañar su propiedad. Se pensaba que el fuego y el humo del tronco impedían que el kallikantzaroi entrara en la casa por la chimenea. La quema ritual de troncos en la víspera también se llevaba a cabo en Albania. Cuando el buzm, como se llamaba allí el leño, estaba a punto de entrar en la casa, un miembro de la familia salía al patio, gritaba el nombre del cabeza de familia y proclamaba que el buzm venía y traía todo tipo de cosas deliciosas. El jefe de la casa respondía diciendo «¡De nada!» y el buzm era traído ceremonialmente, saludado por la familia y tratado con gran respeto. El leño se colocaba en el hogar, y a menudo una parte significativa de toda la comida y bebida de la casa se ponía en el leño y se quemaba junto con él.

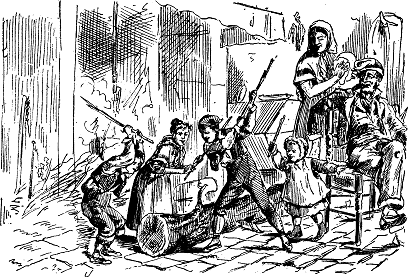
Niños golpean al Tió de Nadal en una imagen del.

En España, en Cataluña y Aragón está muy extendida la tradición del Tió de Nadal o Tronca de Navidad, un tronco tallado donde niños con los ojos vendados obligan al tronco a defecar regalos al son de cantos y golpes tradicionales. En Galicia se encuentra en cambio el llamado Tizón do Nadal.